# Hamid Idris Awate
Hamid Idris Awate (Gherset, 10 aprile 1910 – 28 maggio 1962) è stato un politico e militare eritreo.
È stato una figura di spicco nella lotta per l'indipendenza del suo Paese, divenendo il primo comandante del Fronte di Liberazione Eritreo.

## Biografia
Di etnia tigrè e figlio di contadini, fin da ragazzo si segnalò per la sua abilità con le armi e per il suo carisma, che unito alla generale stima per la sua lealtà e correttezza, lo resero molto conosciuto e stimato nella comunità.
Parlava in maniera fluente l'arabo, il tigrino, il tigrè e le lingue cunama, nara e hedareb. Acquisì ugualmente un'ottima conoscenza della lingua italiana.
Chiamato alle armi nel 1935, prestò servizio fra gli àscari. Dopo un periodo di addestramento a Roma fu poi ufficiale di sicurezza nell'Eritrea orientale. Con lo scoppio della seconda guerra mondiale ebbe vari incarichi, fra cui quello di vice-comandante presso la città sudanese di Cassala (occupata per alcuni mesi) combattendo a fianco degli italiani nella battaglia di Cheren. Dopo l'occupazione britannica prese parte alla guerriglia italiana in Africa Orientale.
Divenne in breve il più conosciuto, temuto e stimato, personaggio della Regione di Gash-Barka, capace di tenere testa anche all'esercito britannico e ai predoni (sciftà). Proprio per aver ucciso un soldato inglese per autodifesa fu, per un breve periodo, costretto alla fuga. L'autorevolezza che lo circondava impose però, all'autorità di occupazione britannica, di scendere a patti.
Con la graduale dissoluzione del sistema federativo, imposto dall'ONU, fra Etiopia ed Eritrea, con la sistematica distruzione di ogni parvenza di autonomia della seconda, il malcontento si diffuse rapidamente, alimentando una guerriglia che, trent'anni dopo, sarebbe riuscita a conseguire l'indipendenza dell'Eritrea.
Il movimento indipendentista, già rappresentato da Uoldeàb Uoldemariàm e Ibrahim Sultan Ali, riprese vigore in esilio.
Nel luglio 1960, infatti, sarebbe stato costituito al Cairo, il Fronte di Liberazione Eritreo, di cui proprio Awate sarebbe divenuto il primo comandante militare. Un primo significativo successo l'ottenne nel settembre 1961 attorno al monte Adal, cui seguiranno altre importanti operazioni che esposero le forze armate di Hailé Selassié I a gravi rischi e ripetute sconfitte.
Morì nel 1962, probabilmente a seguito delle ferite riportate in un'azione militare.
Dopo il conseguimento dell'indipendenza eritrea, il governo della neonata repubblica fece erigere nei pressi del luogo della sua sepoltura un monumento (1994).
Il 16 ottobre 2011, l'eroe nazionale eritreo, Hamid Idris Awate, è stato onorato dalla città di Cologno Monzese, vicino a Milano, con un albero a lui dedicato collocato nell'area "Giardino dei Giusti del Nuovo Mondo" all'interno del parco Aldo Moro. Hamid è una delle nove persone insignite da tale onorificenza per il loro sacrificio e dedizione alla giustizia. Padre Marino Haile è stato presente alla cerimonia a Cologno Monzese.